# Amato Ciciretti
Amato Ciciretti, né le 31 décembre 1993 à Rome, est un footballeur italien, jouant au poste d'attaquant au Latina Calcio 1932.

## Biographie

### En club
Avec le Benevento Calcio, il obtient deux promotions successives. Il joue avec cette équipe 12 matchs en Serie A, inscrivant deux buts.

### En équipe nationale
Avec les moins de 18 ans, il inscrit un but contre la Norvège en février 2011.
Avec les moins de 19 ans, il inscrit un but contre la France en septembre 2011.

## Palmarès
- Vice-champion de Serie B en 2018 avec le Parme Calcio
- Champion d'Italie de D3 (Lega Pro - Groupe C) en 2016 avec le Benevento Calcio